# Ben J. Kouwer
Benjamin Jan (Ben) Kouwer (Groningen, 1921 – aldaar, 3 september 1968) was een Nederlands psycholoog.

## Leven en werk
Kouwer studeerde aanvankelijk scheikunde aan de Universiteit Utrecht en legde in 1942 het kandidaatsexamen af. Tijdens de oorlogsjaren bezocht hij het Utrechts conservatorium, met als hoofdvak muziektheorie, en begon met een officieuze studie in de psychologie. In het collegejaar 1945-1946 verrichtte hij, met een beurs van het Centre National de la Recherche Scientifique, psychologisch statistisch werk aan het Parijse Institut de Biométrie. In 1946 en 1947 legde hij examens psychologie af in Utrecht. Kouwer werd opgeleid in de fenomenologische psychologie, maar nam hier later afstand van. Hij promoveerde in 1949 op het proefschrift Colors and their character: a psychological study. Vanaf 1946 werkte hij als medewerker van F.J.J. Buytendijk en, later, van D.J. van  Lennep. In 1951 publiceerde hij Inleiding in de psychologie, samen met Johannes Linschoten. 
In 1952 publiceerde Kouwer, in het toonaangevende Nederlands Tijdschrift voor de Psychologie (en haar grensbieden) een artikel over sociale attitudes ten aanzien van homoseksualiteit ('inversie'), die hij kwalificeerde als "...een 'ontmaskering' van het wankele fundament van één onzer menselijk (-sociale) zekerheden. Daarom is de inversie een uitdaging aan de sociëtas." "In ons cultureel bestel zal nooit een 'officieel' erkende uitingsvorm van inversie mogelijk zijn," betoogde Kouwer, "Nooit zullen sexuele inversie en haar manifestaties een officieel erkende status kunnen verkrijgen; kerkelijke sanctie der verbintenissen, speciale wettelijke rechten en plichten, door de staat gesteunde uitingen, enz. zijn onmogelijk." Wettelijke verboden op homoseksueel verkeer tussen volwassenen (met wederzijds instemming, zonder dwang) waren volgens Kouwer echter niet te verdedigen, en 'staatscensuur' op homoseksuele uitingen in film, literatuur e.d. was kwestieus. Hij besloot zijn artikel daarom met een (impliciet) pleidooi voor "...geringere zeggenschap van de gemeenschap op het sexuele leven in al zijn aspecten..."
In 1955 werd Kouwer benoemd tot buitengewoon hoogleraar aan de Rijksuniversiteit Groningen, als opvolger van J. Th. Snijders. Op 1 oktober van dat jaar sprak hij zijn inaugurele rede De taak van de psycholoog uit. Van 1955 tot en met 1960 was hij tevens directeur van het Groninger Instituut voor Toegepaste Psychologie en Psychotechniek. In 1959 was hij projectleider van een sociaal-psychologisch onderzoek in Oost-Groningen en Drenthe, en samensteller van het eindverslag Enkele sociaal-psychologische aspecten van de industrialisatie van Oost-Groningen en Oost- Drenthe.
In 1962 publiceerde Kouwer onder de titel De heilige Genet een vertaling en bewerking van Saint Genet, comédien et martyr (1952) door Jean-Paul Sartre. Een jaar later verscheen Het spel van de persoonlijkheid (1963), decennialang een Nederlands standaardwerk over persoonlijkheidsleer, waarin Kouwer betoogt dat het zelf niet bestaat: "Schil na schil blijkt van onze persoonlijkheid weg te pellen. Slechts een nieuwe schijnlaag komt telkens weer tevoorschijn." In 2009 verscheen een vijfde druk van Kouwers meesterwerk. Een door Jacqueline Kasemier geschilderd academieportret van Kouwer -- met een ui als embleem -- werd op 17 december 2015 onthuld.
Kouwer had belangstelling voor heel uiteenlopende onderwerpen: toegepaste psychologie, persoonlijkheidsleer, existentiële psychologie, statistiek en computerprogrammering. Daarnaast was hij een niet onverdienstelijk amateur-pianist.
Ben Kouwer overleed op 47-jarige leeftijd en werd op 6 september 1968 in stilte gecremeerd.

Na zijn dood verschenen nog Inleiding tot de factoranalyse (1971) en Existentiële Psychologie (1973), beide bezorgd door zijn opvolger Willem Hofstee alsook Persoon en existentie (1977), bezorgd door P.J. van Strien.

### Boeken
- Inleiding in de psychologie (1951), met J. Linschoten
- Tests in de psychologische practijk (1952)
- Gewetensproblemen van de toegepaste psychologie (1955)
- De heilige Genet : Martelaar en komediant (1962)
- Het spel van de persoonlijkheid : Theorieën en systemen in de psychologie van de menselijke persoon (1963)
- Inleiding tot de factoranalyse (1971)
- Existentiële psychologie : Grondslagen van het psychologisch gesprek (1973)
- Persoon en existentie (1977)

### Artikelen
De artikelen waarvan de titelbeschrijving eindigt met een asterisk (*) werden postuum heruitgegeven in Persoon en existentie (1977)
- Het psychotechnisch advies: welke waarde heeft het? In: Utrechts Nieuwsblad, kerstnummer, 1948, 14.
- Gelaat en karakter. Ned. T. Psycho!., 4, 1949, 276-297.*
- De psychologie van de kleurenvoorkeur. In: Verslag van de eerste Nederlandse kleurendag, 12 mei 1949, 3-15. Den Haag, Ned.-Ver. v. kleurenstudie, 1949.
- Kleurensymboliek. In: Verslag van de tweede Nederlandse kleurendag, 28-43. Den Haag, Ned.-Ver. v. kleurenstudie, 1950.
- De sociale waardering van de sexuele inversie. Ned. T. Psychol., 7, 1952, 364-377.*
- Moderne magie; over betekenis en waarde van de phenomenologie. Ned. T. Psychol., 8, 1953, 400-413.
- De stokken. Psychol.-Informator. Bladen (uitgave van de N.S.v.P. en het I.C.I.P.). 1, 1953, 53-58.
- Opmerkingen over de Kraeplin-test. Psychol-Intormstor. Bladen (uitgave van de N.S. v.P. en het I.C.I.P.) 1, 1953, 113-119.
- Karakterologie (met D. J. van Lennep). In: Ph. Kohnstamm e.a., Inleiding in de psychologie, hfdst. IV, 252-270. Groningen, Wolters, 1955.
- Het verband tussen kleurvoorkeur en zelfconcept. Ned. T. Psychol., 10, 1955, 39-64.*
- Typen van de ideale partner (met C.A. Rümke). Vriendschap, 10, 1955, 237-238.
- Gewetensproblemen van de toegepaste psychologie (inaugurele rede). Groningen, Wolters, 1955.*
- Temperamentele beoordelingscategorieën, een factoranalytisch onderzoek (met J. J. van der Werft). Ned. T. Psychol., 12, 1957, 159-171.*
- Geromantiseerde wetenschap. Ned. T. Psychol., 12, 1957, 231-233.
- Hoe kiezen wij onze testmethoden? Ned. T. Psychol., 12, 1957, 243-251.
- Een bewerking van de polariteitsprofielenmethode van Osgood. Ned. T. Psychol., 13, 1958, 1-14.*
- De validiteit van een intelligentietest als selectiemiddel voor een Technische School. Ned. T. Psychol., 13, 1958, 111-128.
- Een statistische mythe. Ned. T. Psychol., 13, 1958, 327-331.
- Gebruik en misbruik van wekaminen. Ned. T. Geneesk., w4, 1960, 2308.
- Persoonlijkheid. In: Langeveld e.a., Inleiding in de psychologie, hfst. IV, 257-279. Groningen, Wolters, 1961.*
- Onaangename situaties. Ned. T. Psychol., 16, 196!, 117-125.*
- Het scoren van een arbeidscurve (met N. Hartong). Ned. T. Psychol., 16, 1961, 184-193.
- De factorstructuur van de G.A.L.O. Paedag. Studiën, 38, 196!, 408-417.
- Een opmerking over 'MMPI en psychiatrie'. Ned. T. Psychol., 17, 1962, 184.
- Willekeur in het analytisch roteren. Ned. T. Psychol., 17, 1962, 434-440.
- Beoordelingseffecten bij het waarnemen van de lichaamsbouw ( met P. B. Defares). In: M. Mulder (red.), Mensen - Groepen - Organisaties, pp. 345-355. Assen, Van Gorcum, 1963.*
- Orthogonale factorrotaties met het oblimax-criterium. Ned. T. Psychol., 18, 1963, 308-324.
- Controle van een tentamen psychodiagnostiek in alternatieven-vorm. Heymans Bulletin 19 EX, 1968 (uitgave van de Psycho!. Instituten Heymans te Groningen).
- Primaire-secundaire functie in het materiaal van Heymans (met J. J. v. d. Werff); postuum manuscript, 1968.*